# Corbulopsora gravida
Corbulopsora gravida är en svampart som beskrevs av Cummins 1940. Corbulopsora gravida ingår i släktet Corbulopsora och familjen Pucciniaceae.   Inga underarter finns listade i Catalogue of Life.